# Stadio Ramón Sánchez-Pizjuán
Lo stadio Ramón Sánchez-Pizjuán (in spagnolo: Estadio Ramón Sánchez-Pizjuán) è uno stadio di calcio della città andalusa di Siviglia, in Spagna, con una capienza di 43 883 posti. Ospita le partite casalinghe del Sevilla Fútbol Club.
Intitolato a Ramón Sánchez-Pizjuán, presidente del Siviglia e primo proponente del progetto del nuovo stadio a metà degli anni '50 del XX secolo, sorge nel quartiere Nervión e ha sostituito lo Stadio di Nervión. La posa della prima pietra ebbe luogo nel dicembre 1956, mentre lo stadio fu completato nel 1957 e inaugurato nel 1958. Nella sua storia ha ospitato la finale della Coppa dei Campioni 1985-1986, una semifinale del campionato del mondo del 1982 e la finale di Europa League 2021-2022.
La nazionale spagnola è imbattuta in questo stadio, avendo ottenuto 20 vittorie e 5 pareggi in 25 partite qui giocate.

## Storia
Lo stadio fu voluto fortemente da Ramón Sánchez-Pizjuán, presidente del Siviglia, per sostituire il vecchio stadio di Nervión, che sorgeva nell'omonimo quartiere della città.
Nel 1954 il Sevilla FC bandì un concorso di idee che fu vinto dall'architetto Manuel Muñoz Monasterio, che aveva fatto edificare lo stadio Santiago Bernabéu di Madrid e lo stadio di Mestalla di Valencia. L'impianto, situato anch'esso a Nervión, fu inaugurato il 7 settembre 1958, dopo due anni di costruzione, in occasione dell'amichevole Siviglia-Real Jaén (3-3). Al momento dell'inaugurazione aveva una capienza di 70 329 spettatori. L'improvvisa morte di Ramón Sánchez-Pizjuán, avvenuta nel 1956, gli impedì di veder realizzata l'opera e portò all'intitolazione dell'impianto allo scomparso presidente. Nella stagione 1958-1959 fu ultimata la costruzione della tribuna ovest, mentre un anno dopo si tenne nell'impianto la prima partita serale sotto la luce dei riflettori, contro il Bayern Monaco.
Nel 1975 furono completate le tribune nord e sud.
In vista del campionato del mondo 1982, a causa delle limitazioni di legge, la capienza fu ridotta a 66 000 posti, con una significativa rimodellazione dei posti per ospitare al meglio la semifinale del campionato del mondo tra Francia e Germania Ovest: furono rimosse le recinzioni, furono costruite delle passerelle e fu installata una copertura sulla tribuna ovest, oltre a un mosaico commemorativo del mondiale di Spagna '82 realizzato da Santiago del Campo e posizionato sulla facciata dell'impianto. Il 7 maggio 1986 il Sánchez-Pizjuán ospitò la finale della Coppa dei Campioni tra Barcellona e Steaua Bucarest, vinta dai rumeni ai tiri di rigore.
A metà degli anni '90, con la conversione in impianto dotato di soli posti a sedere resasi necessaria dalle nuove normative della UEFA, la capienza fu ulteriormente ridotta a 42 714 spettatori.
Nel 2015 lo stadio fu interamente ammodernato. Tra gli interventi effettuati rientrano: il cambio di colore dei sedili, l'installazione di coperture in metallo e luci LED sulla parte esterna delle tribune, la riqualificazione dei chioschi di ristoro e i bagni, la sostituzione delle recinzioni con pannelli vitrei, il rinnovamento dello spogliatoio della squadra ospite e della terna arbitrale, l'installazione di due nuovi tabelloni luminosi, l'espansione della tribuna est inferiore.

## Incontri internazionali

### Mondiale 1982
- Brasile -  Unione Sovietica 2-1 (gruppo 6, 15 giugno)
- Germania Ovest -  Francia 3-3 d.t.s., 5-4 d.c.r. (semifinale, 8 luglio)

### Finale Coppa dei Campioni
- Steaua Bucarest -  Barcellona 0-0 2-0 d.c.r. (7 maggio 1986)

### Finale UEFA Europa League
- Eintracht Francoforte -  Rangers 1-1 5-4 d.c.r. (18 maggio 2022)